# زار در المپیک تابستانی ۱۹۵۲
کمیتهٔ المپیک ملی زارلند در بهار ۱۹۵۰ در تحت‌الحمایه زار تأسیس شد که از ۱۹۴۷ تا ۱۹۵۶ وجود داشت (ایالت زارلند از آن زمان)، منطقه‌ای از ایالت‌های قدیمی که در سال ۱۹۴۵ توسط فرانسه اشغال شد. به عنوان یک تیم جداگانه، زار در تنها بازی‌های المپیک خود در بازی‌های المپیک تابستانی ۱۹۵۲ شرکت کرد و سپس در سال ۱۹۵۶ اجازه یافت به تیم آلمان بپیوندد. سی و شش شرکت‌کننده، ۳۱ مرد و پنج زن، در ۳۲ رویداد در ۹ رشتهٔ ورزشی شرکت کردند.
در ۱۴ تا ۱۷ مه ۱۹۵۰ کمیتهٔ المپیک جمهوری فدرال آلمان به‌طور موقت در جلسهٔ ۴۵ام کمیتهٔ بین‌المللی المپیک در کپنهاگ پذیرفته شد پس از آنکه نامهٔ حمایتی از کمیسر عالی در جمهوری فدرال آلمان، سر هیو رابرتسون، توسط لرد دیوید بارلی خوانده شد. تصمیم‌گیری در مورد مشارکت آلمانی‌ها در بازی‌های ۱۹۵۲ به آینده موکول شد. در این جلسه تأسیس کمیتهٔ المپیک زارلند که در بهار ۱۹۵۰ تأسیس شده بود، به رسمیت شناخته شد.

## تاریخچه
همان‌طور که پس از جنگ جهانی اول، زارلند در ابتدا از پیوستن به جمهوری وایمار منع شده بود و به مدت چند سال پس از پایان جنگ تحت اشغال نظامی باقی ماند، پس از جنگ جهانی دوم، زارلند اجازه نداشت به جمهوری فدرال آلمان که در مه ۱۹۴۹ تأسیس شد، بپیوندد. با این حال، الحاق زار به فرانسه توسط سایر متفقین و مواد ۲ و ۳ منشور آتلانتیک ممنوع شد.
از آنجا که جمعیت محلی نمی‌خواست به فرانسه بپیوندد، سازمان‌های بین‌المللی جداگانه‌ای تأسیس شد، از جمله تیم ملی فوتبال زارلند و در سال ۱۹۵۰ یک کمیتهٔ ملی المپیک به نام کمیتهٔ ملی المپیک زارلند (به آلمانی: Nationales Olympisches Komitee des Saarlandes) تأسیس شد.
زار برای اولین بار واجد شرایط ارسال ورزشکاران به بازی‌های المپیک زمستانی ۱۹۵۲ بود، اما به دلیل کمبود ورزشکاران رقابتی در ورزش‌های زمستانی، این کار را انجام نداد. با توجه به تاریخ ثبت‌شدهٔ بیش از ۵۰۰ سال استخراج زغال‌سنگ، زارلند یک چراغ ایمنی معدنچی را اهدا کرد که در آن شعلهٔ مشعل مسابقات بازی‌های المپیک تابستانی ۱۹۵۲ در هلسینکی می‌توانست به‌طور ایمن در هواپیماها حمل شود.
در مراسم افتتاحیهٔ بازی‌های المپیک تابستانی ۱۹۵۲، ۴۱ ورزشکار از زارلند رژه رفتند. تیم در گزارش رسمی با مجموع ۴۴ مرد و ۶ زن ورزشکار و با ۷۱ شرکت‌کننده، ۱۶ مقام رسمی، ۱۱ تماشاگر برای مجموع ۹۸ نفر ذکر شده است. تیم مدالی کسب نکرد و در رده‌بندی مشترک ۴۴ از میان ۶۹ تیم قرار گرفت.
پس از یک همه‌پرسی در اکتبر ۱۹۵۵ که به‌طور قاطع موافقت‌نامه زار را که پیشنهاد استقلال زار به عنوان یک «منطقهٔ اروپایی» را می‌کرد، رد کرد، مردم زار به‌طور غیرمستقیم به پیوستن به جمهوری فدرال آلمان رای دادند. پیمان زار در اکتبر ۱۹۵۶ اجازه داد زارلند از ۱ ژانویهٔ ۱۹۵۷ به آلمان بپیوندد.
هیچ تیم جداگانه‌ای از زارلند به بازی‌های المپیک ۱۹۵۶ ارسال نشد، زیرا تیم متحد آلمان که شامل ورزشکاران از سه ایالت آلمانی بود، برای اولین و تنها بار در این مسابقات شرکت کرد. کمیتهٔ المپیک زارلند به‌طور رسمی در فوریهٔ ۱۹۵۷ منحل شد و اعضای آن، مانند سایر مؤسسات جداگانهٔ زارلند، به نهادهای آلمانی همتای خود پیوستند.

### ورزشکاران برجسته
ترزه تسنس (زادهٔ ۱۵ اکتبر ۱۹۳۲ در مرتسیش)، قهرمان محلی، در مسابقهٔ بلم در المپیک ۱۹۵۲ که در دریای بالتیک آزاد برگزار شد، در ردهٔ نهم قرار گرفت، تجربه‌ای جدید برای ورزشکار ۱۹ ساله از کشور محصور در خشکی. او در سال ۱۹۵۴ در رقابت‌های قهرمانی کانو اسپرینت جهان در رشته کی-۱ ۵۰۰ متر قهرمان جهان شد. تسنس که در سال ۱۹۵۶ برای آلمان رقابت کرد، مدال نقره را کسب کرد و در سال ۱۹۶۰ نیز دو مدال نقرهٔ دیگر به‌دست‌آورد. تسنس بعدها مربی مدال‌آوران طلایی، روسویتا اسر و آنماری زیمرمان در المپیک ۱۹۶۴ شد.